# Campeonato de España de Atletismo 1930
El XIII Campeonato de España de atletismo se disputó los días 5 y 6 de julio de 1930 en las instalaciones deportivas del Estadio de Montjuich, Barcelona, España. Solo se disputaron pruebas masculinas. Las federaciones de Guipúzcoa y Vizcaya no enviaron atletas a esta edición del campeonato.

## Clasificación final por federaciones
| Posición | Federación | Puntuación |
| -------- | ---------- | ---------- |
| 1        | Cataluña   | 258        |
| 2        | Castilla   | 64         |
| 3        | Galicia    | 64         |
| 4        | Valencia   | 39         |

## Clasificación final por clubs
| Posición | Club                 | Puntuación |
| -------- | -------------------- | ---------- |
| 1        | F.C.Badalona         | 65         |
| 2        | R.C.D.Español        | 43         |
| 3        | Gimnástico Tarragona | 41         |
| 4        | F. C. Barcelona      | 38         |
| 5        | S.Atlética de Madrid | 38         |
| 6        | Gimnástica de P.     | 28         |
| 7        | Huracán de Valencia  | 24         |
| 8        | Athletic de Vigo     | 22         |

## Resultados
| Evento                        | Oro                                                                        | Plata                                                                            | Bronce                                                 |
| ----------------------------- | -------------------------------------------------------------------------- | -------------------------------------------------------------------------------- | ------------------------------------------------------ |
| 100 metros lisos              | Miguel Arévalo Cataluña 11.2                                               | Juan Oliver Cataluña ¿?                                                          | Juan Serrahima Cataluña ¿?                             |
| 200 metros lisos              | Miguel Arévalo Cataluña 23.0                                               | Juan Junquera Cataluña 23.1                                                      | Juan Oliver Cataluña ¿?                                |
| 400 metros lisos              | Jesús Muntaner Cataluña 50.8                                               | Juan Sastre Castilla ¿?                                                          | Tomás Colomer Cataluña ¿?                              |
| 800 metros lisos              | Manuel Vives Cataluña 2:02.8                                               | Carlos Blanco Castilla 2:06.6                                                    | Juan González Cataluña ¿?                              |
| 1500 metros lisos             | Jaime Ángel Cataluña 4:13.4                                                | Manuel Vives Cataluña 4:13.8                                                     | Cándido Fernández Galicia ¿?                           |
| 5000 metros lisos             | Martín Serra Cataluña 16:24.0                                              | Mendizábal Boloix Cataluña 16:26.0                                               | Leoncio Farré Cataluña 16:35.0                         |
| 10 000 metros lisos           | Martín Serra Cataluña 33:49.8                                              | Manuel Clavero Aragón 34:35.0                                                    | Leoncio Farré Cataluña 34:35.4                         |
| 110 metros vallas             | Antonio Segurado Castilla 16.2                                             | Joaquín Roca Cataluña 17.2                                                       | Miguel Consegal Cataluña ¿?                            |
| 400 metros vallas             | Joaquín Roca Cataluña 59.2                                                 | Juan Sastre Castilla ¿?                                                          | Jaime Ángel Cataluña ¿?                                |
| 3000 metros obstáculos        | Vicente Folch Cataluña 10:31.4                                             | Ángel Mur Cataluña 10:41.0                                                       | José Ricart Cataluña 10:56.6                           |
| Salto de altura               | José Lacomba Valencia 1.727                                                | José María Olivella Cataluña 1.67                                                | Pedro Bombardó Cataluña 1.60                           |
| Salto con pértiga             | José Culí Cataluña 3.60                                                    | Miguel Consegal Cataluña 3.30                                                    | Constantino Utiel Cataluña 3.00                        |
| Salto de longitud             | José Lacomba Valencia 6.35                                                 | Sergio Aparicio Cataluña 6.26                                                    | Joaquín Roca Cataluña 6.08                             |
| Triple salto                  | José Lacomba Valencia 13.59                                                | Miguel Consegal Cataluña 12.50                                                   | José María Olivella Cataluña 12.36                     |
| Lanzamiento de peso           | José Tugas Cataluña 10.995                                                 | Fernando García Doctor Castilla 10.82                                            | Joaquín González Galicia 10.505                        |
| Lanzamiento de disco          | Joaquín González Galicia 32.99                                             | Fernando García Doctor Castilla 32.87                                            | Luis Agostí Castilla 30.63                             |
| Lanzamiento de martillo       | Felipe Tugas Cataluña 39.70                                                | Fernando García Doctor Castilla 39.43                                            | Ricardo Martínez Cataluña 36.22                        |
| Lanzamiento de jabalina       | José Bru Cataluña 47.15                                                    | Albino Casellas Cataluña 45.83                                                   | Esteban Olivé Cataluña 44.98                           |
| Lanzamiento de barra          | Joaquín Capó Cataluña 18.45                                                | F.Alguacil Cataluña 17.85                                                        | Luis Pou Cataluña 17.05                                |
| 10 000 metros marcha en pista | Gerardo García Cataluña 48:38.4 (RE)                                       | Antonio Aris Cataluña 53:10.0                                                    | ¿?                                                     |
| Relevos 4 x 100 metros lisos  | Cataluña Juan Serrahima Miguel Arévalo Juan Oliver Juan Junquera 44.6 (RE) | Castilla Antonio Segurado Juan Sastre Luis Agostí Rafael Hernández Coronado 46.2 | Galicia Fernando Otero Echegaray Rey Francisco Luis ¿? |
| Relevos 4 x 400 metros lisos  | Cataluña González Joaquín Roca Tomás Colomer Jesús Muntaner 3:36.0         | Galicia Echegaray Rey Trabazo Sánchez 3:47.8                                     | Valencia Sergio Aparicio España García Sala ¿?         |